# El Colomo
El Colomo är en ort i Mexiko.   Den ligger i kommunen Manzanillo och delstaten Colima, i den södra delen av landet, 500 km väster om huvudstaden Mexico City. El Colomo ligger 18 meter över havet och antalet invånare är 10 908.
Terrängen runt El Colomo är kuperad åt nordost, men åt sydväst är den platt. Runt El Colomo är det ganska tätbefolkat, med 108 invånare per kvadratkilometer. Omgivningarna runt El Colomo är en mosaik av jordbruksmark och naturlig växtlighet.